# Чукшець
Чукше́ць (Чушкець; рос. Чукшец, Чушкец) — річка у Кіровській області (Унинський район) та Удмуртії (Красногорський район, Селтинський район), Росія, права притока Уті.
Річка починається на південно-західній околиці присілку Мамоново Унинського району. Річка протікає спочатку на південь та південний захід. Біля колишнього присілку Чучкали повертає на південний схід, а вже на території Удмуртії русло спрямоване на південь. По території республіки річка протікає всього 4 км, з яких 1,3 км по території Красногорського району, 1,5 км як кордон між районами та 1,2 км по території Селтинського району.
Русло вузьке, долина широка. Річка приймає декілька дрібних приток та одну значну — права Сунда. На річці та притоках створено ставки.
Над річкою розташовані присілок Мамоново та село Уть Унинського району.